# Urduja
Urduja (født ca. 1350, død 1400) var en legendarisk krigerprinsesse, som fortsat fejres som heltinde i Pangasinan i Filippinerne. Navnet er muligvis en sanskrit-udgave af Udaya, der betyder "opgående sol" eller af "Urja", der betyder "energi" eller "livskraft". Urduja omtales af den marokkanske rejsende Ibn Battuta i hans rejsebeskrivelser.

## Ibn Battuta
Ibn Battuta beskrev Urduja som hersker af Kaylukari i Tawalisi's land og leder af Kinalakianen. Efter at have nået Samudra-Pasai Sultanatet i hvad nu er Sumatra i Indonesien, rejste Ibn Battuta forbi Tawalisi på sin vej til Kina. Prinsesse Urduja blev beskrevet som datter af en hersker ved navn Tawalisi af et land, der også blev kaldt Tawalisi. Tawalisi-herskeren ifølge Ibn Battuta havde mange skibe og var en rival i Kina, som derefter blev styret af et mongolsk dynasti. Ibn Battuta sejlede i 17 dage for at nå Kina fra Tawalisi.
Ibn Battuta foretog en pilgrimsrejse til Mekka og rejste til mange andre dele af den islamiske verden. Fra Indien og Sumatra nåede Ibn Battuta Tawalisi. Ibn Battuta beskrev Urduja som en krigerprinsesse, hvis hær var sammensat af mænd og kvinder. Urduja var en kvindekriger, som personligt deltog i kampene og engagerede sig i dueller med andre krigere. Hun blev citeret for at sige at hun vil gifte sig med ingen end ham, der besejrer hende i duel. Andre krigere undgik at kæmpe hende for frygt for at blive ydmyget.
Urduja imponerede Ibn Battuta med sine militære udnyttelser og hendes ambition at lede en ekspedition til Indien, kendt for hende som "Pepper Country". Hun viste også sin gæstfrihed ved at forberede en banket til Ibn Battuta og besætningen på sit skib. Urduja gav generøst Ibn Battuta gaver, der omfattede klæder, ris, to bøfler og fire store krukker ingefær, peber, citroner og mangoer, alle saltede som forberedelse til Ibn Battutas sejltur til Kina.